# ロイ・ジョーンズ・ジュニア
ロイ・ジョーンズ・ジュニア（Roy Jones Jr.、1969年1月16日 - ）は、アメリカ合衆国の元プロボクサー。フロリダ州ペンサコーラ出身。元IBF世界ミドル級王者。元IBF世界スーパーミドル級王者。元WBAスーパー・WBC・IBF世界ライトヘビー級統一王者。元WBA世界ヘビー級王者。世界4階級制覇王者。
ボブ・フィッシモンズに続き、ミドル級出身でヘビー級の王座を獲得した史上2人目のボクサー。ミドル級からヘビー級の4階級を制覇し、長きに渡りパウンド・フォー・パウンド最強と目されていた名選手。ロイ・ジョーンズ・ジュニア・ボクシング・プロモーションズを主宰している

## 人物
ボクシング史上最高の身体能力を持つ選手との呼び声が高い。重量級としては破格のスピードを活かしたイマジネーション溢れる攻撃が特徴で、瞬間を捉える能力は他の追随を許さなかった。防御勘にも長けており、腕を後ろに回してラッシュをかわしたり、余裕を見せ試合中に対戦相手を煽ったりと客の心を掴む術も一流だった。また、手数は単発傾向にあるものの、オフェンスは的確で多彩であり、特にジャブとダイレクトブローが冴え、飛び込みざまの左フック、顔面とボディの急所を的確に打ち抜くコンパクトなコンビネーションを得意としていた。
ボクシング以外のスポーツにも優れ、ユナイテッド・ステイツ・バスケットボール・リーグ（United States Basketball League、米合衆国の独立リーグ）でプレーしていたことがあり、バスケットボールの試合に出場した日の夜にボクシングの試合に出場して世界王座を防衛したこともある。また選手活動と並行して、ミュージシャンとして複数のヒップホップCDをリリース（歌い手だけでなく「Body Head Entertainment」という音楽レーベルを経営していたこともある）したり、HBOのボクシング中継番組ワールドチャンピオンシップボクシングの解説やプロモーターとして自身のボクシング興行会社を主催するなど多彩な才能を持つ。

## 来歴
ボクサーの家系に生まれる。父親のロイ・ジョーンズ・シニアもマービン・ハグラーと対戦経験があるプロボクサーだった。

### アマチュア時代
1988年10月2日、ソウルオリンピックライトミドル級に出場。決勝戦で地元・韓国の朴時憲と対戦。2Rには一つスタンディング・ダウンを奪い、有効打も86対32と圧倒したものの、不可解な判定により2-3で負けて銀メダリストとなった。モロッコ、ウガンダ、ウルグアイの審判は韓国選手支持の判定を行ったが、モロッコの審判はこの時の判定についてアメリカ選手が勝つのは確実と思ったため自分が韓国選手支持の判定をしても4-1でアメリカ選手が勝つだろうと思い開催国に配慮した判定をしたと語った。なおこの時の審判3人はつたない判定を理由にその後2年間の資格停止処分を受けた。同年9月にモスクワで行われた世界選手権の審判13人も同様の理由で資格停止となった。文句なしの勝利を確信していたジョーンズは泣き崩れ、記者会見でも泣きながら「盗まれた金メダルを返してほしい」と訴えたことから、「盗まれた金メダル事件」として知られる。ジョーンズは、オリンピックボクシングの最優秀選手に贈られるヴァル・バーカー・トロフィーを授与されている（通常は金メダルを獲得した選手に贈られる）。翌年この試合の審判5人のうち3人が韓国に買収されていたことが、国際アマチュアボクシング連盟(AIBA)が開いた会議で暴露されている。この採点問題は、アマチュアボクシングの採点システムが変更されるきっかけとなった。

### プロ時代
1989年5月7日、プロデビュー。
1993年5月22日、プロキャリア22戦目で自身初の世界タイトルマッチとして、バーナード・ホプキンスとIBF世界ミドル級王座決定戦で対戦。12回判定で下し、王座獲得。試合前に右手を骨折した状態で試合に臨んでおり、試合当日の体重はホプキンスより16ポンド重かった。同王座は1度防衛後に返上し階級を上げた。
1994年11月18日、IBF世界スーパーミドル級王者ジェームズ・トニーと対戦。戦前の予想ではわずかにジョーンズの不利予想となっていたが、3回にダウンを奪うなど圧倒し、12回大差の判定（119–108、118–109、117–110）で下し、王座獲得。2階級制覇に成功した。初敗北を喫したトニーは後日、インタビューで減量苦で計量直前まで利尿剤と下剤を使って減量をしておりコンディションが最悪だったと語っている。同王座は5度防衛後に返上。
1996年11月22日、WBC世界ライトヘビー級暫定王座決定戦でマイク・マッカラムを12回判定で下し王座を獲得し、3階級制覇を達成した。後に正規王者に昇格。ジョーンズはこの試合でファイトマネーを280万ドル、マッカラムは75万ドル稼いだ。
1997年3月21日、モンテル・グリフィンと対戦。8回終了時の判定で75-76、77-75、76-75とジャッジ2者がジョーンズ支持、1者がグリフィン支持と、ジョンズがわずかにリードしていたが、9回グリフィンがダウンしたところに攻撃してしまったために失格負けとなり初防衛に失敗、王座陥落とともにプロキャリア初黒星となった。
1997年8月7日、WBC世界ライトヘビー級王者モンテル・グリフィンとダイレクトリマッチで対戦。左フックで開始早々18秒でグリフィンをロープに吹っ飛ばして最初のダウンを奪い、最後は左アッパーで倒し1回2分31秒KOで下し、王座を奪回。ジョーンズとグリフィンの両方が150万ドルのファイトマネーを稼いだ。
その後、ヘビー級転向を表明したものの、翌1998年にヘビー級転向を撤回。ジョーンズのヘビー級転向表明を受けて、同年3月21日に空位となったWBC世界ライトヘビー級王座決定戦でマイケル・ナンに判定勝ちを収めたグラシアノ・ロッシジャーニをWBCはWBC世界ライトヘビー級王座の新王者に認定したが、ジョーンズがヘビー級転向を撤回するとWBCはWBC世界ライトヘビー級王座をジョーンズに戻し、ジョーンズをWBC世界ライトヘビー級正規王者とし、ロッシジャーニをWBC世界ライトヘビー級暫定王者とする措置を取った為、ロッシジャーニがWBCを訴え訴訟問題に発展した。
1998年7月18日、WBA世界ライトヘビー級王者のルー・デル・バーレと王座統一戦を行い、8Rにキャリア初のダウンを喫するも12回3-0（118-109×2、119-109）の判定勝ちを収めWBA王座の獲得とWBC王座の初防衛に成功し、WBAとWBCの王座を統一した。
1999年6月5日、IBF世界ライトヘビー級王者のレジー・ジョンソンと王座統一戦を行い、12回3-0（3者共120-106）の判定勝ちを収めWBA王座は3度目、WBC王座は4度目の防衛に成功、IBF王座の獲得に成功し3団体の王座を統一した。 
2000年5月13日、WBA世界ライトヘビー級暫定王者リチャード・ホールと対戦し、11回1分41秒TKO勝ちを収めWBAは団体内王座統一による5度目、WBCは6度目、IBFは2度目の防衛に成功した。しかし、試合後のドーピング検査で禁止薬物のアンドロステンジオンの陽性反応が検出された。
2001年1月、WBAからWBA世界ライトヘビー級スーパー王座に認定された。
2002年2月2日、無敗のグレン・ケリーとの対戦では、3回と6回にケリーからダウンを奪い、7回には攻勢に出るケリーに対しロープ際に下がり両手を自らの背後へ回してボディワークで翻弄した後、一瞬の隙を突き、背後に回した右手を振り出しカウンターを決めるパフォーマンスで7回1分55秒TKO勝ちを収めWBAは9度目、WBCは10度目、IBFは6度目の防衛に成功した。2002年11月18日、IBF世界ライトヘビー級王座を剥奪された。
2003年3月1日、ジョーンズは一度棚上げしたヘビー級転向を表明、WBA世界ヘビー級王者ジョン・ルイスに挑戦。公式計量の体重はジョーンズが193ポンド(88kg)、ルイスが226ポンド(103kg)であった。試合はジョーンズがスピード差で圧倒、4R終了間際には右ショートでルイスを一瞬効かせるなど文句なしの内容で12回3-0（116-112、118-110、117-111）の判定勝ちを収め王座の獲得に成功した。これによりボブ・フィッシモンズ以来106年ぶりとなるミドル級出身者によるヘビー級世界王座獲得を達成し、4階級制覇に成功した。この試合はペイ・パー・ビューを52万件販売、ジョーンズは最低保障として1000万ドルのファイトマネーを稼いだ。
2003年4月15日、IBF世界ライトヘビー級王座とWBC世界ライトヘビー級王座を返上した。
2003年11月8日、WBA世界ライトヘビー級スーパー王者として、WBC世界ライトヘビー級王者アントニオ・ターバーと統一戦を行う。序盤はターバーの猛攻が続き、ジョーンズは防戦に追いやられるも中盤から得意のコンビネーションで盛り返し、なおも時折ターバーに集中打にさらされながらも、結果として12回2-0（114-114、117-111、116-112）の判定勝ちを収め、2団体王座統一に成功した。しかしながら精彩を欠いたジョーンズの手があがったことで観客からはブーイングが頻出。論争を呼ぶ結果となった。
その後、ターバー戦がライトヘビー級として最後の試合で、ヘビー級でマイク・タイソンと対戦してから現役引退すると発表していたが、タイソンとの交渉が失敗すると、休養王者扱いとなっていたWBA世界ヘビー級王座を2004年2月20日に正式に返上し、ターバーと再戦することを決めた。
2004年5月15日、アントニオ・ターバーとダイレクトリマッチで再戦し、2回にターバーの左オーバーハンド一発でダウンするとレフェリーが試合をストップ。2回1分41秒TKO負けを喫し、WBAスーパー王座、WBC王座の防衛に失敗し、王座をターバーに明け渡した。
2004年9月25日、IBF世界ライトヘビー級王者グレンコフ・ジョンソンと対戦し、9回41秒KO負けを喫し王座獲得に失敗した。試合前のブックメーカーの掛け率では1対6でジョーンズの圧倒的有利予想であったが、8回終了時のジャッジの判定でも77–75、77–75、78–74でジョンソンにリードされていた完敗で、ターバーに喫した敗北の影響か、以前の輝きは失われ、負け方もキャンバスに叩きつけられ15分ほど起き上がることもできない程悲惨なものだった。
約1年間リングから離れる、この頃からHBOの中継で解説の仕事を始める。
2005年10月1日、アントニオ・ターバーとターバーの保持するIBO及びリング誌ライトヘビー級王座を掛かった試合でラバーマッチを行ったが、0-3の判定で敗北。3連敗となった。この頃急激に負けが込んだ理由として、短い期間にライトヘビー→ヘビー→ライトヘビーと階級の急激な上下を繰り返しており、体調管理の難しさのほかに一度付けた筋肉を落として減量せざるを得なかったことで本来持っていたスピードやパワーに狂いが生じたことがあげられている。評論家の中には、結果的にヘビー級挑戦が彼のキャリアの凋落の原因となったという者もいる。
2006年7月29日、プリンス・バディ・アジャムと対戦し、3-0の判定勝ち。

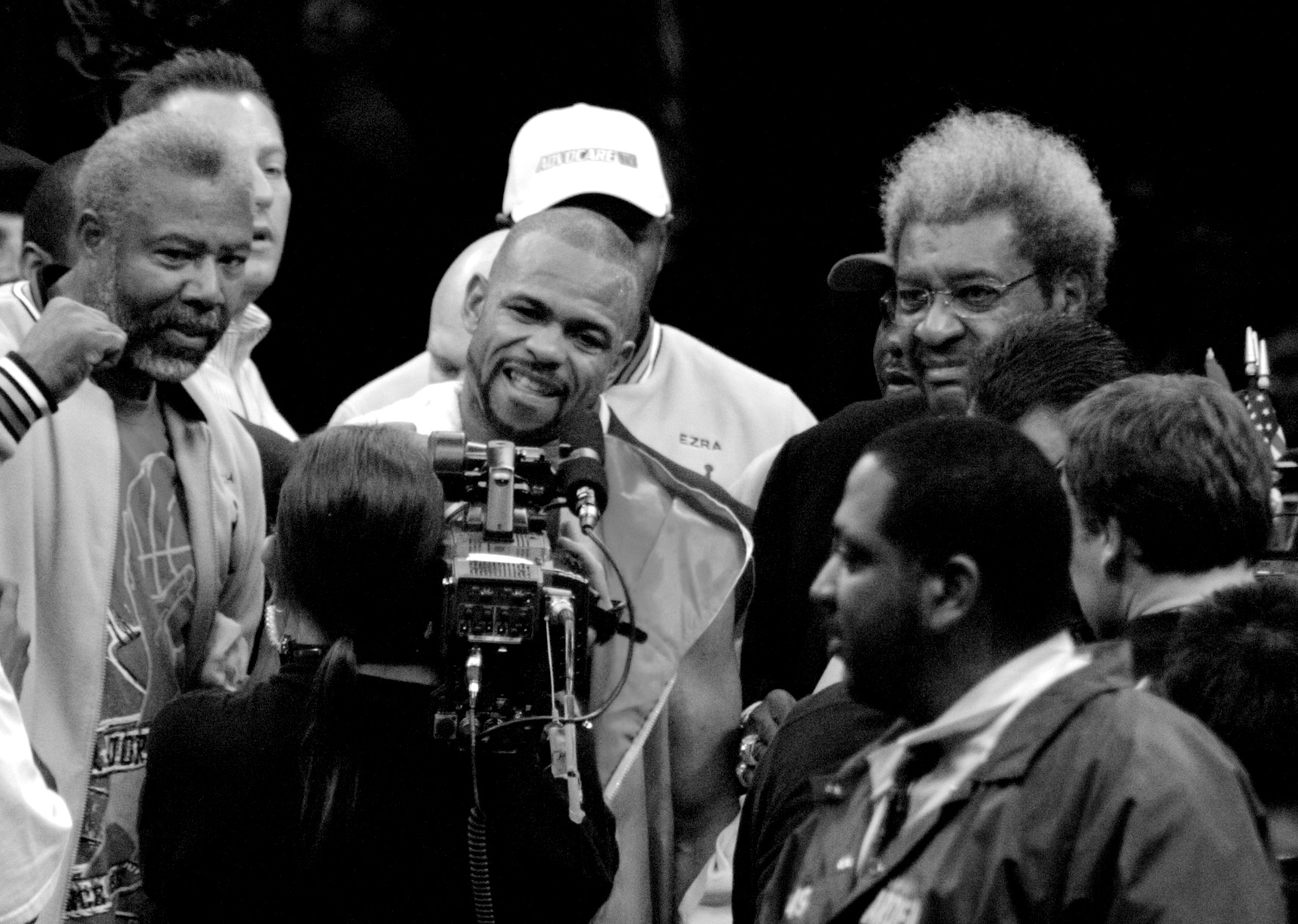
対トリニダード戦後の勝利インタビュー（2008年）

2008年1月19日、ニューヨークのマディソン・スクエア・ガーデンにて、約2年8か月ぶりにボクシングに復帰したフェリックス・トリニダードとスーパーミドル級の規定体重を2ポンド上回る170ポンド契約のキャッチウェイトで対戦。随所に往年の動きを見せ7回と10回にダウンを奪い、12回3-0（116-110×2、117-109）の判定勝ち。
2008年11月8日、ジョー・カルザゲとカルザゲの保持するリング誌ライトヘビー級王座を掛け対戦、元々は9月20日に予定されていたものがカルザゲがトレーニング中に右手を負傷したことにより6週間延期されている。1回にダウンを奪うシーンを見せたものの、その後はカルザゲの連打を攻略できず、12回0-3（3者共109-118）の判定負け。
2009年3月21日、空位のNABO北米ライトヘビー級王座をオマール・シェイカと決定戦で争い、5回TKO勝利で再起とともに王座を獲得した。8月15日、ジェフ・レイシーに10R終了TKO勝利を収めて初防衛に成功した。
2009年12月2日、オーストラリアのシドニーでIBO世界クルーザー級王者ダニー・グリーンに挑戦し、初回TKO負けを喫した。
2010年4月3日、バーナード・ホプキンスとおよそ17年ぶりに再戦し、0-3の判定負けを喫した。
2011年5月21日、ロシアでデニス・レベデフと対戦、衰えを隠せないジョーンズであったが何とか最終10ラウンドまで持ちこたえる、しかし試合終了まで残り数十秒で強烈な右からアッパー、棒立ちになったところにさらに右をもらい数分間キャンバスから起き上がれないほどのダメージを受け10回KO負け。
2011年12月10日、UBO世界クルーザー級王座決定戦をマックス・アレクサンダーと対戦し10回判定勝ちで王座獲得に成功した。
2012年6月30日、ポーランドでパヴェル・グラゼウスキーと対戦、ジョーンズは6回にダウンを奪われるが僅差の判定勝利を挙げた。元々はダビド・コステッキーと対戦予定であったが、コステッキーが犯罪組織の首謀者であるとして実刑判決を受けたことで試合数日前に急遽用意された対戦相手がグラゼウスキーであった。
2013年12月4日、1年半ぶりの試合でベアナックルボクシングのチャンピオンとしても知られているボビー・ガンと対戦予定と発表される。この試合を行う動機について、ジョーンズは2014年早々にも対戦する可能性がある元UFCチャンピオン、アンデウソン・シウバとの試合へ向けての調整試合であるとした。しかし試合は中止となり代わりに12月21日にロシアで試合をすることが発表された。
2013年12月21日、ロシアでWBUクルーザー級王座決定戦をジネ・エディーネ・ベンマクホルフと行い12回判定で勝ち、王座を獲得した。
2013年12月28日、対戦を希望していたアンデウソン・シウバがUFCの試合で敗北、ロイ･ジョーンズは新たに対戦したい相手として同じく総合格闘技の選手であるニック・ディアスを指名した。結局ディアスとの対戦は幻に終わった。

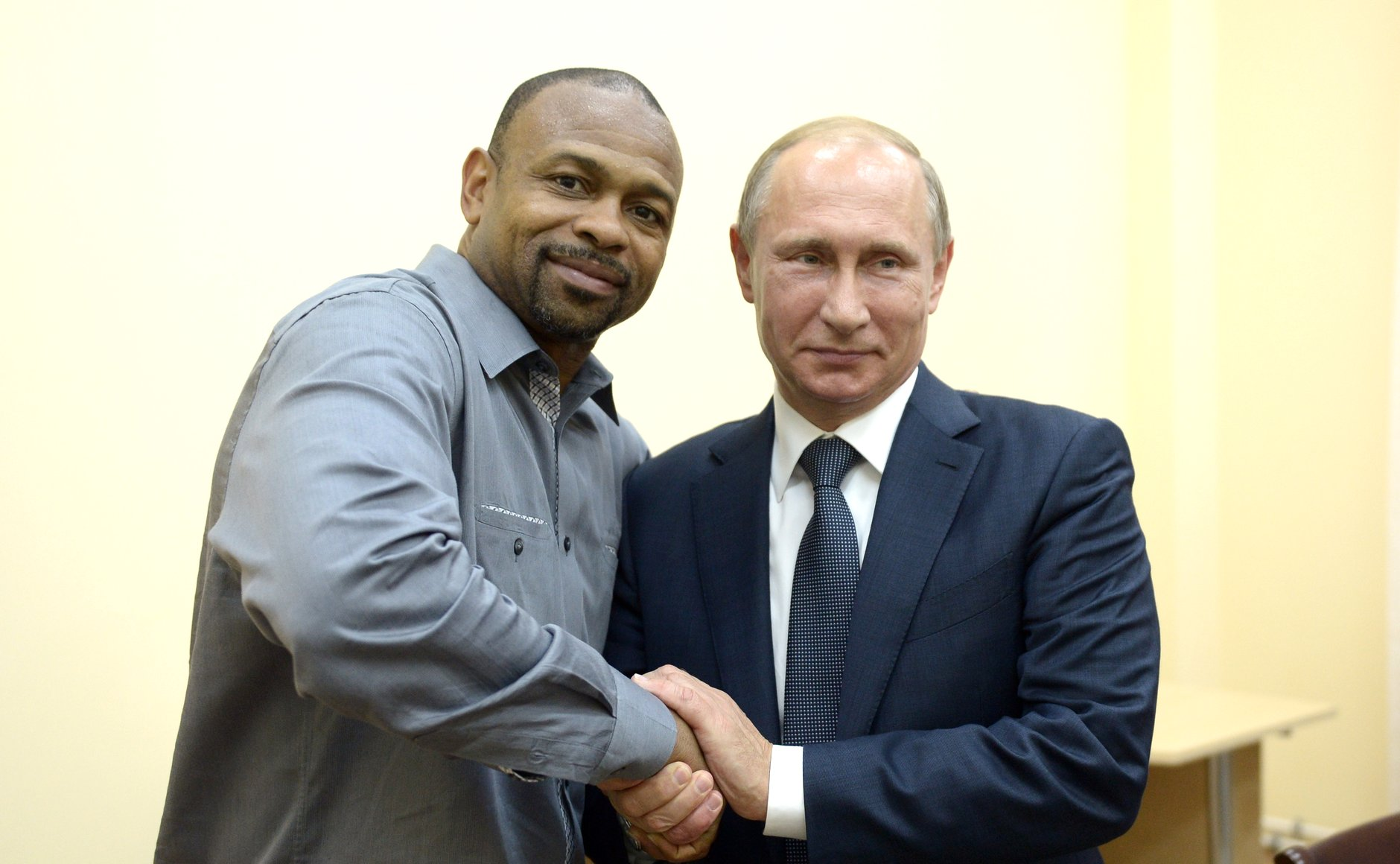
ロシア連邦大統領ウラジーミル・プーチンと対面（2015年）

2015年9月、申請が通り、ロシアの市民権を取得。
2015年12月12日、ロシアでエンゾ・マカリネリと対戦し、4回KO負けを喫した。
2016年3月20日、アリゾナ州で一般公募で選ばれたファンと10万ドルの賞金を懸けてボクシングで対戦する予定だったが、コミッションがプロ経験のある選手との対戦しか許可をしないと勧告したため、アマチュアボクシングの経験があるプロ総合格闘家のバイロン・フィリップス（プロ総合格闘技戦績、5勝3敗、プロボクシング経験は無い）と6回戦で対戦し、2回に右フック一撃で勝利した。なお戦ったフィリップスは「彼がこれ以上けがをするところを見たくない」と話しロイ・ジョーンズに引退を勧めた。

### 現役引退
2018年2月8日、フロリダ州ペンサコーラのペンサコーラ・ベイ・センターで開催されたボクシングと総合格闘技の試合が混在した興行で、スコット・シグモンと引退試合としてクルーザー級10回戦を行い、10回3-0（3者とも98-92）の判定勝ちを収め、29年間の現役生活最後の試合を白星で飾った。ただし、UFC代表のダナ・ホワイトが許可を出しアンデウソン・シウバ戦が実現するのであれば直ぐに現役復帰をすると語った。
2018年12月28日、主催するロイ・ジョーンズ・ジュニア・ボクシング・プロモーションズの興行をUFCファイトパスで配信する契約をUFCと交わした。なお、UFCとこの契約を交わしたことでアンデウソン・シウバ戦の実現の可能性がより近づいたとジョーンズは語った。

### エキシビションで現役復帰
2020年7月23日、元ヘビー級3団体統一王者マイク・タイソンと同年9月12日にエキシビションを行うことが明らかになった。
2020年11月29日、ロサンゼルス・ステイプルズ・センターにてマイク・タイソンとエキシビションで対戦。2分8Rで試合を行い、ドローとなった。試合後ジョーンズは、アンデウソン・シウバ、エメリヤーエンコ・ヒョードル、現役復帰を宣言したオスカー・デ・ラ・ホーヤと対戦したいと話した。
2023年2月、ジョーンズはエメリヤーエンコ・ヒョードルが総合格闘技から引退した際にもエキシビションマッチでの対戦を繰り返し希望した。

#### 公式試合に復帰
2023年4月1日、54歳で約5年2か月ぶりに公式試合を行い、ウィスコンシン州ミルウォーキーのファイサーブ・フォーラムで、この試合がボクシングデビュー戦となった総合格闘家で36歳の元UFC世界ライト級王者アンソニー・ペティスとクルーザー級契約で対戦し、8回0-2の判定負けを喫した。この試合でジョーンズは70万ドル（約9300万円）、ペティスは65万ドル（約8700万円）のファイトマネーを稼いだ。

## 税金滞納
ジョーンズは2011年4月、2003年から2004年の税金を滞納しており追徴課税を含めて350万ドル(約3億5千万円)の税金未払いがあることが報じられている。

## 戦績
- プロボクシング：76戦 66勝 (47KO) 10敗

| 戦           | 日付           | 勝敗 | 時間     | 内容    | 対戦相手                       | 国籍             | 備考 |
| ------------ | -------------- | ---- | -------- | ------- | ------------------------------ | ---------------- | --- |
| 1            | 1989年5月6日   | ☆    | 2R 2:46  | TKO     | リッキー・ランドール           | アメリカ合衆国   | プロデビュー戦 |
| 2            | 1989年6月11日  | ☆    | 8R 2:04  | TKO     | ステファン・ジョンソン         | アメリカ合衆国   | |
| 3            | 1989年9月3日   | ☆    | 7R 2:43  | TKO     | ロン・アムンゼン               | アメリカ合衆国   | |
| 4            | 1989年11月30日 | ☆    | 3R 2:00  | TKO     | デビッド・マクラスキー         | アメリカ合衆国   | |
| 5            | 1990年1月8日   | ☆    | 2R 2:05  | KO      | ジョー・エデンス               | アメリカ合衆国   | |
| 6            | 1990年2月28日  | ☆    | 2R 2:57  | TKO     | ビリー・ミチム                 | アメリカ合衆国   | |
| 7            | 1990年3月28日  | ☆    | 3R 2:20  | TKO     | ノックス・ブラウン             | アメリカ合衆国   | |
| 8            | 1990年5月11日  | ☆    | 2R 2:28  | KO      | ロン・ジョンソン               | アメリカ合衆国   | |
| 9            | 1990年7月14日  | ☆    | 1R 2:02  | KO      | トニー・ウォダルズ             | アメリカ合衆国   | |
| 10           | 1990年9月25日  | ☆    | 4R 2:56  | KO      | ローリン・ウィリアムス         | アメリカ合衆国   | |
| 11           | 1990年11月8日  | ☆    | 5R 終了  | TKO     | レジイ・ミラー                 | アメリカ合衆国   | |
| 12           | 1991年1月31日  | ☆    | 1R 0:46  | KO      | リッキー・スタックハウス       | アメリカ合衆国   | |
| 13           | 1991年4月13日  | ☆    | 3R 終了  | TKO     | エディ・エバンス               | アメリカ合衆国   | |
| 14           | 1991年8月3日   | ☆    | 2R 終了  | TKO     | ケビン・デーグル               | アメリカ合衆国   | |
| 15           | 1991年8月31日  | ☆    | 8R 終了  | TKO     | レスター・ヤーブロー           | アメリカ合衆国   | |
| 16           | 1992年1月10日  | ☆    | 1R 1:45  | KO      | ホルへ・バカ                   | メキシコ         | |
| 17           | 1992年4月3日   | ☆    | 1R 1:40  | TKO     | アート・セーワノ               | アメリカ合衆国   | |
| 18           | 1992年6月30日  | ☆    | 10R      | 判定3-0 | ホルへ・フェルナンド・カストロ | アルゼンチン     | |
| 19           | 1992年8月18日  | ☆    | 8R 3:00  | TKO     | グレン・トーマス               | アメリカ合衆国   | |
| 20           | 1992年12月5日  | ☆    | 4R 3:00  | TKO     | パーシー・ハリス               | アメリカ合衆国   | WBC米大陸スーパーミドル級王座決定戦                                                                                  |
| 21           | 1993年2月13日  | ☆    | 1R 2:23  | TKO     | グレン・ウルフ                 | アメリカ合衆国   | |
| 22           | 1993年5月22日  | ☆    | 12R      | 判定3-0 | バーナード・ホプキンス         | アメリカ合衆国   | IBF世界ミドル級王座決定戦                                                                                            |
| 23           | 1993年8月14日  | ☆    | 6R 1:57  | KO      | トゥラニ・マリンガ             | 南アフリカ共和国 | |
| 24           | 1993年11月30日 | ☆    | 10R      | 判定3-0 | フェルミン・チリノ             | ベネズエラ       | |
| 25           | 1994年3月22日  | ☆    | 6R 2:59  | KO      | ダニー・ガルシア               | プエルトリコ     | |
| 26           | 1994年5月27日  | ☆    | 2R 0:30  | TKO     | トーマス・テイト               | アメリカ合衆国   | IBF防衛1 |
| 27           | 1994年11月18日 | ☆    | 12R      | 判定3-0 | ジェームズ・トニー             | アメリカ合衆国   | IBF世界スーパーミドル級タイトルマッチ                                                                                |
| 28           | 1995年3月18日  | ☆    | 1R 2:06  | TKO     | アントワーヌ・バード           | アメリカ合衆国   | IBF防衛1 |
| 29           | 1995年6月24日  | ☆    | 6R 2:58  | TKO     | ビニー・パジェンサ             | アメリカ合衆国   | IBF防衛2 |
| 30           | 1995年9月30日  | ☆    | 3R 0:45  | TKO     | トニー・ソーントン             | アメリカ合衆国   | IBF防衛3 |
| 31           | 1996年1月12日  | ☆    | 2R 2:36  | TKO     | メルクイ・ソーサ               | ドミニカ共和国   | |
| 32           | 1996年6月15日  | ☆    | 11R 終了 | 棄権    | エリック・ルーカス             | カナダ           | IBF防衛4 |
| 33           | 1996年10月4日  | ☆    | 2R 2:23  | TKO     | ブライアント・ブラノン         | アメリカ合衆国   | IBF防衛5 |
| 34           | 1996年11月22日 | ☆    | 12R      | 判定3-0 | マイク・マッカラム             | ジャマイカ       | WBC世界ライトヘビー級暫定王座決定戦→正規王座に認定                                                                   |
| 35           | 1997年3月21日  | ★    | 9R 終了  | 反則    | モンテル・グリフィン           | アメリカ合衆国   | WBC陥落 |
| 36           | 1997年8月7日   | ☆    | 1R 2:31  | KO      | モンテル・グリフィン           | アメリカ合衆国   | WBC世界ライトヘビー級タイトルマッチ                                                                                  |
| 37           | 1998年4月25日  | ☆    | 4R 1:10  | KO      | バージル・ヒル                 | アメリカ合衆国   | |
| 38           | 1998年7月18日  | ☆    | 12R      | 判定3-0 | ルー・デル・バーレ             | アメリカ合衆国   | WBA・WBC世界ライトヘビー級王座統一戦 WBA獲得・WBC防衛1                                                               |
| 39           | 1998年11月14日 | ☆    | 10R 1:18 | TKO     | オーティス・グラント           | ジャマイカ       | WBA防衛1・WBC防衛2                                                                                                   |
| 40           | 1999年1月9日   | ☆    | 2R 2:59  | TKO     | リチャード・フレイザー         | アメリカ合衆国   | WBA防衛2・WBC防衛3                                                                                                   |
| 41           | 1999年6月5日   | ☆    | 12R      | 判定3-0 | レジイ・ジョンソン             | アメリカ合衆国   | WBA・WBC・IBF世界ライトヘビー級王座統一戦 WBA防衛3・WBC防衛4・IBF獲得                                                |
| 42           | 2000年1月15日  | ☆    | 12R      | 判定3-0 | デビッド・テレスコ             | アメリカ合衆国   | WBA防衛4・WBC防衛5・IBF防衛1                                                                                         |
| 43           | 2000年5月13日  | ☆    | 11R 1:41 | TKO     | リチャード・ホール             | ジャマイカ       | WBA・WBC・IBF世界ライトヘビー級王座統一戦 WBA防衛5・WBC防衛6・IBF防衛2                                               |
| 44           | 2000年9月9日   | ☆    | 10R 終了 | 棄権    | エリック・ハーディング         | アメリカ合衆国   | WBA・WBC・IBF世界ライトヘビー級王座統一戦 WBA防衛6・WBC防衛7・IBF防衛3・IBO獲得                                      |
| 45           | 2001年2月24日  | ☆    | 10R 終了 | 棄権    | デレク・ハーモン               | アメリカ合衆国   | WBA防衛7・WBC防衛8・IBF防衛4                                                                                         |
| 46           | 2001年7月28日  | ☆    | 12R      | 判定3-0 | フリオ・セサール・ゴンザレス   | メキシコ         | WBA・WBC・IBF世界ライトヘビー級王座統一戦 IBA世界ライトヘビー級王座決定戦 WBA防衛8・WBC防衛9・IBF防衛5 WPBF・IBA獲得 |
| 47           | 2002年2月2日   | ☆    | 7R 1:55  | KO      | グレン・ケリー                 | オーストラリア   | WBA防衛9・WBC防衛10・IBF防衛6                                                                                        |
| 48           | 2002年9月7日   | ☆    | 6R 1:29  | TKO     | クリントン・ウッズ             | アメリカ合衆国   | WBA防衛10・WBC防衛11・IBF防衛7                                                                                       |
| 49           | 2003年3月1日   | ☆    | 12R      | 判定3-0 | ジョン・ルイス                 | アメリカ合衆国   | WBA世界ヘビー級タイトルマッチ                                                                                        |
| 50           | 2003年11月8日  | ☆    | 12R      | 判定2-0 | アントニオ・ターバー           | アメリカ合衆国   | WBC世界ライトヘビー級タイトルマッチ WBA・IBO世界ライトヘビー級王座決定戦                                             |
| 51           | 2004年5月15日  | ★    | 2R 1:41  | TKO     | アントニオ・ターバー           | アメリカ合衆国   | WBA・WBC世界ライトヘビー級タイトルマッチ WBF・IBA世界ライトヘビー級王座決定戦 WBA・WBC・IBO陥落                      |
| 52           | 2004年9月25日  | ★    | 9R 0:48  | KO      | グレン・ジョンソン             | ジャマイカ       | IBF世界ライトヘビー級タイトルマッチ                                                                                  |
| 53           | 2005年10月1日  | ★    | 12R      | 判定0-3 | アントニオ・ターバー           | アメリカ合衆国   | IBO世界ライトヘビー級タイトルマッチ                                                                                  |
| 54           | 2006年7月29日  | ☆    | 12R      | 判定3-0 | プリンス・バディ・アジャム     | アメリカ合衆国   | NABO北米ライトヘビー級タイトルマッチ                                                                                 |
| 55           | 2007年7月14日  | ☆    | 12R      | 判定3-0 | アンソニー・ハンショ           | アメリカ合衆国   | IBC世界ライトヘビー級王座決定戦                                                                                      |
| 56           | 2008年1月19日  | ☆    | 12R      | 判定3-0 | フェリックス・トリニダード     | プエルトリコ     | |
| 57           | 2008年11月8日  | ★    | 12R      | 判定0-3 | ジョー・カルゲザ               | イギリス         | |
| 58           | 2009年3月21日  | ☆    | 5R 1:45  | TKO     | オマール・シェーカー           | アメリカ合衆国   | NABO北米ライトヘビー級王座決定戦                                                                                     |
| 59           | 2009年8月15日  | ☆    | 10R 終了 | 棄権    | ジェフ・レイシー               | アメリカ合衆国   | NABO防衛1 |
| 60           | 2009年12月2日  | ★    | 1R 2:02  | TKO     | ダニー・グリーン               | オーストラリア   | IBO世界クルーザー級タイトルマッチ                                                                                    |
| テンプレート |                |      |          |         |                                |                  | |

## 獲得タイトル
アマチュア
- ソウルオリンピック ライトミドル級銀メダル

プロ
- NBAライトヘビー級王座
- WBC米大陸スーパーミドル級王座
- NABO北米ライトヘビー級王座
- IBF世界ミドル級王座（防衛1）
- IBF世界スーパーミドル級王座（防衛5）
- WBC世界ライトヘビー級王座（1期目: 防衛0、2期目: 防衛11、3期目: 防衛0）
- WBA世界ライトヘビー級王座（防衛7）
- IBF世界ライトヘビー級王座（防衛7）
- WBA世界ライトヘビー級スーパー王座（1期目: 防衛3、2期目: 防衛0）
- WBA世界ヘビー級王座（防衛0）
- IBO世界ライトヘビー級王座

## ペイ・パー・ビュー売上げ
| 日付           | イベント                                                  | 売上げ | テレビ局 |
| -------------- | --------------------------------------------------------- | ------ | -------- |
| 2010年4月3日   | ロイ・ジョーンズ・ジュニア vs. バーナード・ホプキンス 2   | 14万件 | HBO      |
| 2008年11月8日  | ロイ・ジョーンズ・ジュニア vs. ジョー・カルザゲ           | 22万件 | HBO      |
| 2008年1月19日  | ロイ・ジョーンズ・ジュニア vs. フェリックス・トリニダード | 50万件 | HBO      |
| 2005年10月1日  | ロイ・ジョーンズ・ジュニア vs. アントニオ・ターバー 3     | 40万件 | HBO      |
| 2004年5月15日  | ロイ・ジョーンズ・ジュニア vs. アントニオ・ターバー 2     | 36万件 | HBO      |
| 2003年11月8日  | ロイ・ジョーンズ・ジュニア vs. アントニオ・ターバー 1     | 30万件 | HBO      |
| 2003年3月1日   | ロイ・ジョーンズ・ジュニア vs. ジョン・ルイス             | 52万件 | HBO      |
| 1994年11月18日 | ロイ・ジョーンズ・ジュニア vs. ジェームズ・トニー         | 30万件 | HBO      |

## ディスコグラフィ
スタジオ・アルバム
- Round One: The Album (2002年)
- Body Head Bangerz: Volume One (as Body Head Bangerz) (2004年)

## 出演
- リベンジ・マッチ（2013年）